# Abraham Van Helsing
 Denne artikel omhandler Abraham Van Helsing. Opslagsordet har også en anden betydning, se Van Helsing.
Professor Abraham Van Helsing (hollandsk udtale: [ˈaːbraːɦɑɱ vɑn ˈhɛlsɪŋ]) er en fiktiv person og af de to hovedpersoner i Bram Stokers gotiske gyserroman Dracula fra 1897. Han er en hollandsk skarpsindig akademiker, en polyhistor-doktor med en lang række af interesser og bedrifter, delvist attesteret ved de bogstaver, der følger hans navn: "MD, D.Ph., D.Litt., osv.", hvilket indikerer et væld af erfarenhed, uddannelse og ekspertise. Han er doktor, professor, advokat, filosof, videnskabsmand og metafysiker. I bogen og i de fleste omarbejdelser (film for eksempel) er han bedst kendt som den mand, der gennemskuer, at Grev Dracula er vampyr, og sammen med en flok yngre mænd jager blodsugeren fra England til hans slot i Transsylvanien, hvor de tilintetgører ham. I mange omarbejdelser er han også generelt vampyr- eller sågar generelt monsterjæger og ærkefjende til Grev Dracula, og er den prototypiske og ærketypiske parapsykolog og okkultist i værker indenfor genren paranormal fiktion. 
I film kan blandt andet ses Peter Cushings heroiske fortolkning af rollen som Van Helsing i Terence Fishers Dracula  fra 1958 og den amerikanske actionfilm Van Helsing fra 2004 med Hugh Jackman og Kate Beckinsale i historien om bekæmpelsen af Grev Dracula, The Wolfman og Frankensteins monster. I filmen fra 2004 er fornavnet dog ændret til Gabriel, idet han her er ærkeenglen Gabriel, der er blevet gjort menneskelig og har fået slettet sin hukommelse.